# Тепловая скорость
Теплова́я ско́рость — значение среднеквадратичной скорости теплового движения частиц.
Если распределение частиц по скоростям задано некоторой функцией {\displaystyle f(v)}, то тепловая скорость определяется как
{\displaystyle v_{T}=\left[\int \limits _{0}^{\infty }v^{2}f(v)\,dv\right]^{1/2}.}
В случае максвелловского распределения по скоростям, определяемого температурой T, тепловая скорость равна
{\displaystyle v_{T}={\sqrt {\frac {3kT}{m}}},}
где k — постоянная Больцмана, m — масса частиц. Таким образом, тепловая скорость частиц и температура вещества однозначно связаны между собой.
Тепловая скорость характеризует среднюю кинетическую энергию частиц вещества:
{\displaystyle \langle E_{k}\rangle ={\frac {mv_{T}^{2}}{2}}.}
Таким образом, тепловая скорость также характеризует и внутреннюю энергию вещества, связанную с поступательным движением составляющих его частиц.